# نیلاوارای
نیلاوارای (به لاتین: Nilavarai) یک منطقهٔ مسکونی در سری‌لانکا است که در ناحیه جفنا واقع شده‌است.